# MTV Video Music Awards de 2011
O MTV Video Music Awards de 2011 aconteceu no dia 28 de agosto de 2011, no Nokia Theatre, em Los Angeles. Em 20 de julho, os indicados foram anunciados. Katy Perry recebeu dez indicações, seguida de Adele e Kanye West, ambos com sete indicações.

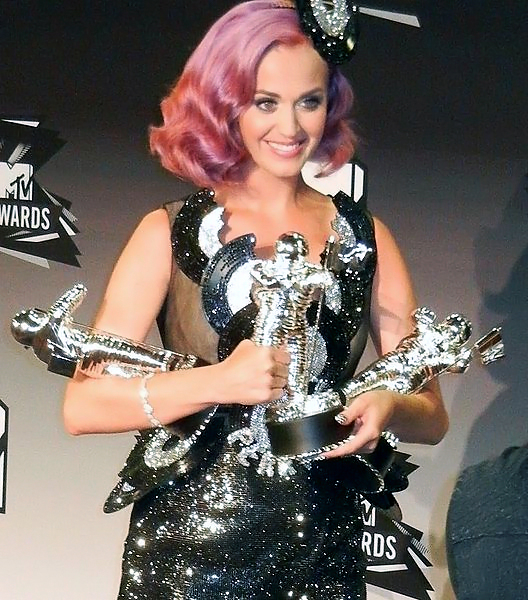
Katy Perry with her awards, incluindo o Vídeo do Ano, que lhe foi atribuído pelo videoclipe de "Firework"

Na cerimônia, Katy Perry venceu três prêmios, incluindo o maior prêmio da noite (depois do Michael Jackson Video Vanguard Award), o de Vídeo do Ano, por "Firework". Adele também venceu três prêmios, todos em categorias técnicas - Melhor Fotografia, Melhor Edição e Melhor Direção Artística - por "Rolling in the Deep". A cantora pop americana Britney Spears foi a grande estrela da noite, vencendo a categoria de Melhor Vídeo Pop, por "Till the World Ends", bem como o Michael Jackson Video Vanguard Award. Spears foi homenageada por suas contribuições na área dos videoclipes e da cultura pop com uma performance de dança com garotas, cada uma com um visual diferente de Spears. Lady Gaga também venceu dois prêmios, incluindo o de Melhor Vídeo Feminino, por "Born This Way". Outros vencedores incluem Beyoncé, Justin Bieber, Tyler, the Creator, Nicki Minaj, Kanye West (prêmio compartilhado com Perry), Foo Fighters e os Beastie Boys, que ganharam um prêmio cada.

## Indicados e vencedores
Os indicados foram anunciados em 20 de julho. Os vencedores aparecem em negrito.

### Vídeo do Ano
Katy Perry — "Firework"
- Adele — "Rolling in the Deep"
- Beastie Boys — "Make Some Noise"
- Bruno Mars — "Grenade"
- Tyler, The Creator — "Yonkers"

### Melhor Vídeo Masculino
Justin Bieber — "U Smile"
- Eminem (participação Rihanna) — "Love the Way You Lie"
- Cee-Lo Green — "Fuck You!"
- Bruno Mars — "Grenade"
- Kanye West (participação Rihanna e Kid Cudi) — "All of the Lights"

### Melhor Vídeo Feminino
Lady Gaga — "Born This Way"
- Adele — "Rolling in the Deep"
- Beyoncé — "Run the World (Girls)"
- Nicki Minaj — "Super Bass"
- Katy Perry — "Firework"

### Artista Revelação
Tyler, the Creator — "Yonkers"
- Big Sean (participação Chris Brown) — "My Last"
- Foster the People — "Pumped Up Kicks"
- Kreayshawn — "Gucci Gucci"
- Wiz Khalifa — "Black and Yellow"

### Melhor Vídeo Pop
Britney Spears — "Till the World Ends"
- Adele — "Rolling in the Deep"
- Bruno Mars — "Grenade"
- Katy Perry — "Last Friday Night (T.G.I.F.)"
- Pitbull (participação Ne-Yo, Nayer e Afrojack) — "Give Me Everything"

### Melhor Vídeo de Rock
Foo Fighters — "Walk"
- The Black Keys — "Howlin' for You"
- Cage the Elephant — "Shake Me Down"
- Foster the People — "Pumped Up Kicks"
- Mumford & Sons — "The Cave"

### Melhor Vídeo de Hip-Hop
Nicki Minaj — "Super Bass"
- Chris Brown (participação Lil Wayne e Busta Rhymes) — "Look at Me Now"
- Lupe Fiasco — "The Show Goes On"
- Lil Wayne (participação Cory Gunz) — "6 Foot 7 Foot"
- Kanye West (participação Rihanna e Kid Cudi) — "All of the Lights"

### Melhor Colaboração
Katy Perry (participação Kanye West) — "E.T."
- Chris Brown (participação Lil Wayne e Busta Rhymes) — "Look at Me Now"
- Nicki Minaj (participação Drake) — "Moment 4 Life"
- Pitbull (participação Ne-Yo, Nayer e Afrojack) — "Give Me Everything"
- Kanye West (participação Rihanna e Kid Cudi) — "All of the Lights"

### Melhor Direção num Vídeo
Beastie Boys — "Make Some Noise" (Diretor: Adam Yauch)
- 30 Seconds to Mars — "Hurricane" (Diretor: Bartholomew Cubbins)
- Adele — "Rolling in the Deep" (Diretor: Sam Brown)
- Eminem (participação Rihanna) — "Love the Way You Lie" (Diretor: Joseph Kahn)
- Katy Perry (participação Kanye West) — "E.T." (Diretor: Floria Sigismondi)

### Melhor Coreografia
Beyoncé — "Run the World (Girls)" (Coreógrafos: Frank Gatson)
- Lady Gaga — "Judas" (Coreógrafos: Laurieann Gibson)
- LMFAO (participação Lauren Bennett e GoonRock) — "Party Rock Anthem" (Coreógrafos: Hokuto Konishi)
- Bruno Mars — "The Lazy Song" (Coreógrafos: Bruno Mars e Poreotics)
- Britney Spears — "Till the World Ends" (Coreógrafos: Brian Friedman)

### Melhores Efeitos Especiais num Vídeo
Katy Perry (participação Kanye West) — "E.T." (Efeitos Especiais: Jeff Dotson for Dot & Effects)
- Chromeo — "Don't Turn the Lights On" (Efeitos Especiais: The Mill)
- Linkin Park — "Waiting for the End" (Efeitos Especiais: Ghost Town Media)
- Manchester Orchestra — "Simple Math" (Efeitos Especiais: Daniels)
- Kanye West (participação Dwele) — "Power" (Efeitos Especiais: Nice Shoes e ArtJail)

### Melhor Direção Artística num Vídeo
Adele — "Rolling in the Deep" (Diretor de Arte: Nathan Parker)
- Death Cab for Cutie — "You Are a Tourist" (Diretores de Arte: Nick Gould, Tim Nackashi e Anthony Maitz)
- Lady Gaga — "Judas" (Diretor de Arte: Amy Danger)
- Katy Perry (participação Kanye West) — "E.T." (Diretor de Arte: Jason Fijal)
- Kanye West (participação Dwele) — "Power" (Diretor de Arte: Babak Radboy)

### Melhor Edição num Vídeo
Adele — "Rolling in the Deep" (Editor: Art Jones at Work)
- 30 Seconds to Mars — "Hurricane" (Editores: Jared Leto, Frank Snider, Michael Bryson, Stefanie Visser e Daniel Carberry)
- Manchester Orchestra — "Simple Math" (Editor: Daniels)
- Katy Perry (participação Kanye West) — "E.T." (Editor: Jarrett Fijal)
- Kanye West (participação  Rihanna e Kid Cudi) — "All of the Lights" (Editor: Hadaya Turner)

### Melhor Fotografia num Vídeo
Adele — "Rolling in the Deep" (Diretor de Fotografia: Tom Townend)
- 30 Seconds to Mars — "Hurricane" (Diretores de Fotografia: Benoît Debie, Jared Leto, Rob Witt and Daniel Carberry)
- Beyoncé — "Run the World (Girls)" (Diretor de Fotografia: Jeffrey Kimball)
- Eminem (participação Rihanna) — "Love the Way You Lie" (Diretor de Fotografia: Christopher Probst)
- Katy Perry — "Teenage Dream" (Diretor de Fotografia: Paul Laufer)

### Melhor Vídeo com uma Mensagem
Lady Gaga — "Born This Way"
- Eminem (participação Rihanna) — "Love the Way You Lie"
- Katy Perry — "Firework"
- Pink — "Fuckin' Perfect"
- Rise Against — "Make It Stop (September's Children)"
- Taylor Swift — "Mean"

### Melhor Videoclipe Latino
Wisin & Yandel — "Zun Zun Rompiendo Caderas"
- Don Omar e Lucenzo — "Danza Kuduro"
- Enrique Iglesias (participação Ludacris e DJ Frank E) — "Tonight (I'm Lovin' You)"
- Maná — "Lluvia al Corazón"
- Prince Royce — "Corazón Sin Cara"

### Michael Jackson Video Vanguard Award
- Britney Spears

## Performances
Pré-Show
- Cobra Starship (part. Sabi) - "You Make Me Feel..."[7]

Show principal
- Lady Gaga (participação Brian May) — "Yoü and I"
- Jay-Z e Kanye West — "Otis"
- Pitbull (participação Ne-Yo e Nayer) — "Give Me Everything"
- Adele — "Someone Like You"
- Chris Brown — "Yeah 3x" / "Beautiful People"
- Tributo a Britney Spears
- Beyoncé — "Love on Top"
- Young the Giant — "My Body"
- Bruno Mars — "Valerie" (tributo a Amy Winehouse)
- Lil Wayne — "How to Love" / "John"

Shows de Intervalo
- Jessie J — "Price Tag", "Girls Just Want to Have Fun (cover de Cyndi Lauper), "Do It Like a Dude", "Rainbow", "Firework" (cover de Katy Perry), "Domino", "No Scrubs" (cover de TLC), "Who's Laughing Now", "Fuck You! (cover de Cee Lo Green), "Nobody's Perfect", "Mamma Knows Best"

Fonte: performances 

## Apresentadores
- Kevin Hart — ato de abertura, dando boas-vindas para e anunciando o primeiro conjunto de apresentadores
- Jonah Hill e Nicki Minaj — apresentaram o Melhor Vídeo Pop
- Shaun White e Miley Cyrus — apresentaram o Melhor Vídeo de Rock
- Will Ferrell, Seth Rogen, Jack Black e Odd Future — apresentaram o Melhor Vídeo de Hip-Hop
- Demi Lovato e Chord Overstreet — apresentaram a Melhor Colaboração
- Rick Ross e Paul Rudd — introduziram Pitbull, Ne-Yo e Nayer
- Katy Perry — introduziu Adele
- Kim Kardashian — apresentou o Melhor Vídeo Masculino
- Joe Jonas e Victoria Justice — introduziu Chris Brown
- Lady Gaga (como Jo Calderone) — introduziu a performance tributo de Britney Spears e apresentou o seu Video Vanguard Award
- Britney Spears — introduziu Beyoncé depois de receber seu prêmio (com Lady Gaga, como Jo Calderone)
- Selena Gomez e Taylor Lautner — apresentaram o Artista Revelação
- Jared Leto e Zoe Saldana — introduziram Young the Giant
- Cloris Leachman com o elenco feminino de Jersey Shore (Sammi, Snooki, Deena e JWoww) — apresentaram o Melhor Vídeo Feminino
- Russell Brand — apresentou o tributo a Amy Winehouse, interpretado por Tony Bennett e Bruno Mars
- Tony Bennett — introduziu um vídeo com suas sessões de gravações com Amy Winehouse
- Jennifer Lawrence — introduziu o vídeo de The Hunger Games
- Katie Holmes — apresentou o Vídeo do Ano
- Drake — introduziu Lil Wayne

Fonte: apresentadores 